# Iván Gil Calero
Iván Gil Calero (Viladecans, Barcelona, España, 18 de enero de 2000) es un futbolista español. Juega como centrocampista en la Unión Deportiva Las Palmas de la Segunda División de España. 

## Trayectoria
Es un jugador formado en la cantera del  R. C. D. Espanyol y en la temporada 2019-20, hizo su debut con el  R. C. D. Espanyol "B" de la Segunda División B de España, con el que jugó 21 encuentros en los que anotó dos goles. En la temporada 2020-21, con el filial perico disputó 28 encuentros de liga y marcó un gol.
El 23 de julio de 2021, firmó por el F. C. Andorra de la Primera División RFEF. En la temporada 2021-22, logró el ascenso a la Segunda División de España, tras acabar en primera posición del Grupo II de la Primera División RFEF. Su aportación fue de 6 goles en 29 partidos. Tras  dos temporadas en Segunda, el verano de 2024 no renovó su contrato y dejó el Andorra.
El 23 de junio de 2024 fichó por la U. D. Las Palmas de la Primera División de España, firmando por tres temporadas. Sin debutar en la liga y con solo dos partidos jugados en Copa del Rey, el 3 de enero de 2025 fue cedido a la S. D. Eibar hasta el 30 de junio de 2025.

## Clubes
| Club                  | País    | Periodo   |
| --------------------- | ------- | --------- |
| R. C. D. Espanyol "B" | España  | 2019-2021 |
| F. C. Andorra         | Andorra | 2021-2024 |
| U. D. Las Palmas      | España  | 2024-     |
| S. D. Eibar (cesión)  | España  | 2025      |